# Qilla Saifullah (Distrikt)
Der Distrikt Qilla Saifullah (Urdu ضلع قلعہ سیف اللہ), auch Killa Saifullah, ist ein Verwaltungsdistrikt in der pakistanischen Provinz Belutschistan. Sitz der Distriktverwaltung ist die Stadt Qilla Saifullah.

## Geographie
Der Distrikt liegt im Norden der Provinz Belutschistan. Ein Großteil des Bezirks Qilla Saifullah besteht aus rauem, bergigen Gelände. Die mittlere Höhe über dem Meeresniveau variiert zwischen 1.420 und 3.313 m. Die Berge gehören überwiegend zum Toba Kakar-Gebirge. Die höchsten Berggipfel sind Kand (3.288 m) im Westen, Surghund (3.234 m) im Südwesten, Marzaghan (3,007 m) im Süden, Malkand und Sraghar im Norden. Im Süden wird der Distrikt vom Zhob-Tab durchschnitten.

## Klima
Im Distrikt herrscht ein semiarides Klima. Die Sommer sind warm und die kalte Jahreszeit dauert von Oktober bis April. Oft tritt in den Wintermonaten auf und Schneefall ist in den Bergen häufig.

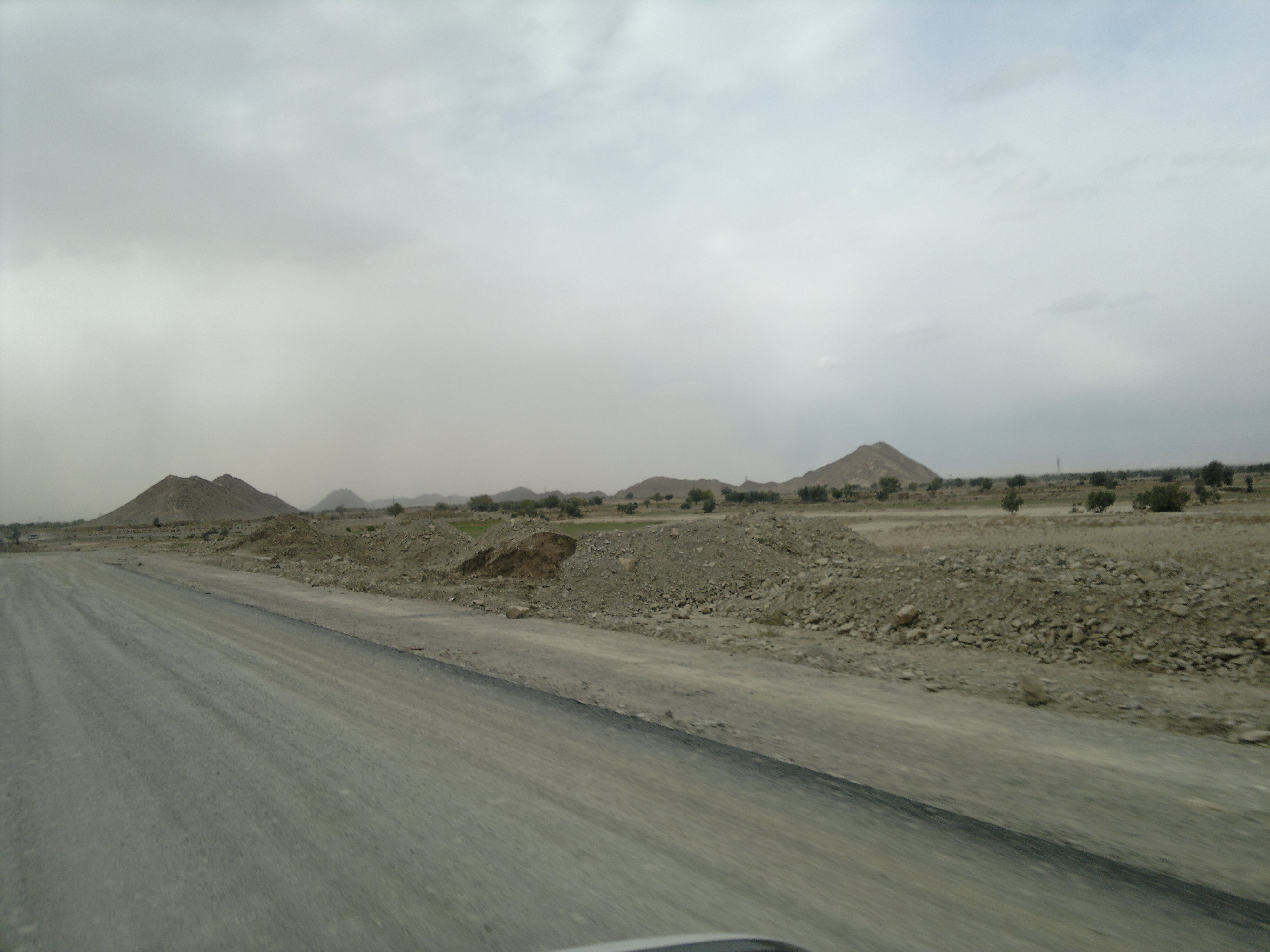
Landschaft nahe dem Hauptort Quilla Saifullah

|                       | Jan | Feb  | Mär  | Apr  | Mai | Jun | Jul  | Aug | Sep | Okt | Nov | Dez  |   |       |
| Mittl. Tagesmax. (°C) | 14  | 17   | 20   | 25   | 33  | 38  | 36   | 37  | 35  | 39  | 26  | 16   | ⌀ | 28,1  |
| Mittl. Tagesmin. (°C) | 2   | 2    | 5    | 11   | 17  | 22  | 23   | 23  | 18  | 12  | 3   | −2   | ⌀ | 11,4  |
|                       |     |      |      |      |     |     |      |     |     |     |     |      |   |       |
| Niederschlag (mm)     | 1   | 51,3 | 68,5 | 17,5 | 0   | 31  | 57,5 | 14  | 7,6 | 8   | 0   | 12,1 | Σ | 268,5 |

| 2 |

| 2 |

| 5 |

| 11 |

| 17 |

| 22 |

| 23 |

| 23 |

| 18 |

| 12 |

| 3 |

| −2 |

| 2 |

| 2 |

| 5 |

| 11 |

| 17 |

| 22 |

| 23 |

| 23 |

| 18 |

| 12 |

| 3 |

| −2 |

## Geschichte
Bis zum Jahr 1988 war Qilla Saifullah ein Teil von Zhob und teilte im Wesentlichen dessen Geschichte (siehe dort). Der Distriktname Qilla Saifullah leitet sich vom gleichnamigen Ort ab, an dem Saifulla Khan, ein paschtunischer Stammesführer und Widerstandskämpfer gegen die britischen Kolonialherren, im 19. Jahrhundert ein Fort errichtete. In der Folge des zweiten Anglo-Afghanischen Krieges wurde im Oktober 1884 eine britische Militärexpedition nach Zhob entsandt um das Land zu befrieden und zu unterwerfen. Aber auch nach ihrer Eingliederung in Britisch-Indien blieb die Gegend weiterhin ein Unruheherd und war nur durch ständige britische Militärpräsenz zu kontrollieren. Nach Ende der britischen Kolonialherrschaft und während der Zugehörigkeit zu Pakistan war Qilla Saifullah zunächst ein Teil des Distrikts Zhob, bis es am 14. Dezember 1988 von diesem abgetrennt und als eigener Distrikt neu gebildet wurde.

## Verwaltungsgliederung
Der Distrikt war bei der Volkszählung 2017 administrativ in drei Tehsil unterteilt (Qilla Saifullah, Loiband, Muslim Bagh).

## Demografie
Im Jahr 2017 lebten 342.932 im Distrikt auf 6.831 km², entsprechend einer Bevölkerungsdichte von 50,2 Bewohnern / km². Im Vergleich zu 1998 hatte die Bevölkerung um 3,05 % pro Jahr zugenommen. Das Geschlechterverhältnis war mit 112,84 Männern auf 100 Frauen sehr unausgeglichen. 99,9 % der Bevölkerung waren Muslime. Ethnisch war der Distrikt sehr homogen. 97,8 % sprachen Paschtunisch als Muttersprache. Die Lesefähigkeit lag bei 32,8 % (Männer 43,2 %, Frauen 21,0 %).
| Jahr | Einwohnerzahl |
| ---- | ------------- |
| 1998 | 193.553       |
| 2017 | 342.814       |

## Wirtschaft
Der Distrikt weist verschiedene Bodenschätze auf, darunter Chromit, Magnesit, Marmor, Asbest, Kalkstein etc. Bedeutend sind vor allem die Chromitvorkommen. Im Jahr 2008/2009 wurden etwa 40.000 bis 50.000 t jährlich abgebaut. In der Landwirtschaft ist vor allem die Schaf- und Ziegenhaltung von Bedeutung.